# Violetta – Der Original-Soundtrack zur TV-Serie
Violetta – Der Original-Soundtrack zur TV-Serie ist der erste Soundtrack zur gleichnamigen Fernsehserie. Die meisten Songs sind auch in verschiedenen Episoden der Serie zu hören.

## Hintergrund
Das Album wurde während der ersten Staffel aufgenommen und erschien am 5. Juni 2012 in Lateinamerika. Als erste Singleauskopplung erschien En Mi Mundo am 5. April 2012 in Lateinamerika, mit dem offiziellen Video. Später folgten weitere fünf Singleauskopplungen (Juntos Somos Mas am 1. Mai 2012, Entre Tu y Yo am 26. Mai 2012, Voy por Ti am 6. Juni 2012, Tienes todo am 12. Juni 2012, Te Creo am 13. Juli 2012)
En Mi Mundo ist der Titelsong zur Serie. Er existiert als kurze Introversion (rund 1:00 Minute Länge), als auch Studioversion mit einer Länge von 3:32 Minuten. Neben der spanischen Version gibt es auch weitere Versionen auf Englisch (In My Own World) und Italienisch (Nel Mio Mundo), welche ebenfalls von Martina Stoessel gesungen werden. Eine zweite Version des italienischen Nel Mio Mundo wurde von Lodovica Camello erneut gesungen, der neue englische Song This Is My World wird ebenfalls nicht mehr von Martina Stoessel gesungen. This Is My World entspricht eher dem spanischen Original En Mi Mundo, als In My Own World, dass eine neue Textdichtung darstellt. Ebenfalls gibt es zahlreiche weitere, internationale Versionen auf Französisch (Dans Mon Monde), Portugiesisch (Pelo Mundo), Russisch (Вижу мир свой und Я лечу к тебе), Dänisch (Verden Ligger Åben Nu), Norwegisch (I Min Verden), Schwedisch (I Min Värld), Niederländisch und Englisch (The World Is Mine), Rumänisch (În Lumea Mea), Brasilianisch (Em Meu Mundo) und Türkisch (Yeni Bir Hayata). Auf Deutsch erschien bisher keine Version.

## Veröffentlichung
In Lateinamerika wurde der Soundtrack am 5. Juni 2012 veröffentlicht. In Argentinien und einigen anderen Ländern erhielt der Soundtrack mit 180.000 Kopien eine Platinauszeichnung. Am 2. Mai 2014. erschien das Album auch in Deutschland.

## Trackliste
| Nr. | Titel                       | Interpret/en                                                                         | Liedtexter                                      | Länge |
| --- | --------------------------- | ------------------------------------------------------------------------------------ | ----------------------------------------------- | ----- |
| 1   | En Mi Mundo                 | Martina Stoessel                                                                     | Sebastian Mellino, Pablo Correa, Ezequiel Bauza | 3:32  |
| 2   | Algo Suena en Mi            | Facundo Gambandé, Lodovica Comello & Candelaria Molfese                              | Eduardo Frigerio, Claudio Yuste                 | 2:14  |
| 3   | Destinada a Brillar         | Rodrigo Velilla, Jorge Blanco, Nicolás Garnier & Mercedes Lambre                     | Eduardo Frigerio, Claudio Yuste                 | 1:44  |
| 4   | Te Creo                     | Martina Stoessel                                                                     | Eduardo Frigerio, Claudio Yuste                 | 3:59  |
| 5   | Voy por Ti                  | Jorge Blanco                                                                         | Sebastian Mellino, Pablo Correa, Ezequiel Bauza | 2:26  |
| 6   | Juntos Somos Mas            | Mercedes Lambre, Facundo Gambandé, Lodovica Comello & Candelaria Molfese             | Eduardo Frigerio, Claudio Yuste                 | 2:57  |
| 7   | Entre Tu y Yo               | Pablo Espinosa                                                                       | Eduardo Frigerio, Claudio Yuste                 | 3:24  |
| 8   | Are you ready for the ride? | Facundo Gambandé, Jorge Blanco, Nicolás Garnier, Rodrigo Velilla, Samuel Nascimiento | Sebastian Mellino, Pablo Correa, Ezequiel Bauza | 2:53  |
| 9   | Dile Que Si                 | Jorge Blanco, Nicolás Garnier, Rodrigo Velilla                                       | Sebastian Mellino, Pablo Correa, Ezequiel Bauza | 3:01  |
| 10  | Junto a Ti                  | Lodovica Comello & Martina Stoessel                                                  | Sebastian Mellino, Pablo Correa, Ezequiel Bauza | 2:42  |
| 11  | Tienes Todo                 | Martina Stoessel & Pablo Espinosa                                                    | Sebastian Mellino, Pablo Correa, Ezequiel Bauza | 3:49  |
| 12  | Veo Veo                     | Candelaria Molfese, Lodovica Comello, Martina Stoessel                               | Sebastian Mellino, Pablo Correa, Ezequiel Bauza | 2:32  |
| 13  | Habla Si Puedes             | Martina Stoessel                                                                     | Sebastian Mellino, Pablo Correa, Ezequiel Bauza | 3:33  |
| 14  | Ven y Canta                 | Violetta-Cast                                                                        | Sebastian Mellino, Pablo Correa, Ezequiel Bauza | 2:49  |

### Unterschiede der Tracklisten
Der deutsche Soundtrack entspricht dem Original-Soundtrack aus Lateinamerika.
In Italien und Brasilien erschienen landeseigene Versionen von En Mi Mundo und Te Creo als Bonustracks auf dem Album.
Version in Italien
| Nr. | Titel         | Interpret/en     | Liedtexter                                                        | Länge |
| --- | ------------- | ---------------- | ----------------------------------------------------------------- | ----- |
| 15  | Nel Mio Mundo | Martina Stoessel | Lorena Brancucci, Sebastian Mellino, Pablo Correa, Ezequiel Bauza | 3:32  |
| 16  | Ti Credo      | Lodovica Comello | Eduardo Frigerio, Claudio Yuste, Matteo Grenci                    | 3:59  |

Version in Brasilien
| Nr. | Titel      | Interpret/en  | Länge |
| --- | ---------- | ------------- | ----- |
| 15  | Pelo Mundo | Mayra Arduini | 3:32  |

## Charts und Chartplatzierungen
| Jahr | Titel                                           | Höchstplatzierung, Gesamtwochen, AuszeichnungChartplatzierungen (Jahr, Titel, Platzierungen, Wochen, Auszeichnungen, Anmerkungen) | Höchstplatzierung, Gesamtwochen, AuszeichnungChartplatzierungen (Jahr, Titel, Platzierungen, Wochen, Auszeichnungen, Anmerkungen) | Höchstplatzierung, Gesamtwochen, AuszeichnungChartplatzierungen (Jahr, Titel, Platzierungen, Wochen, Auszeichnungen, Anmerkungen) | Anmerkungen                        |
| Jahr | Titel                                           | DE | AT | CH | Anmerkungen                        |
| ---- | ----------------------------------------------- | --- | --- | --- | ---------------------------------- |
| 2012 | Violetta – Der Original-Soundtrack zur TV-Serie | DE38 Gold · (20 Wo.)DE | AT20 (54 Wo.)AT | CH38 (20 Wo.)CH | Erstveröffentlichung: 5. Juni 2012 |

## Auszeichnungen
| Jahr | Auszeichnungen | Kategorie                                  | Resultat | Quelle |
| ---- | -------------- | ------------------------------------------ | -------- | ------ |
| 2013 | Premios Gardel | Best Soundtrack Album of Film / Television | Gewonnen | [ 3 ]  |